# Yeferson Soteldo
Yeferson Julio Soteldo Martínez (Acarigua, Portuguesa, 30 de junio de 1997) es un futbolista venezolano que juega como mediocampista ofensivo o extremo y su equipo actual es el Fluminense F. C. del Campeonato Brasileño de Serie A. Es internacional absoluto con la selección de fútbol de Venezuela.

## Trayectoria

### Zamora
Debutó con la categoría sub-14 del Zamora F. C., comenzó jugando en la demarcación de mediapunta. Tras su estadía en la cantera del Caracas F. C., firma por el primer equipo del Zamora. Debutó a la edad de 16 años y muy pronto se convirtió en una pieza importante para el director técnico, Julio Quintero, 

### Huachipato
En diciembre de 2016, es fichado por el Huachipato de Chile por la suma de € 1 500 000, convirtiéndose en la transferencia más alta pagada por el equipo "acerero".
El 17 de febrero de 2017, debuta con Huachipato en la victoria del equipo "acerero" 2-1 sobre la Universidad de Chile, Soteldo entró de cambio al minuto 75' y a pesar del poco tiempo que estuvo en cancha, ganó la aceptación de todos los aficionados de Huachipato.
Con el equipo de Huachipato, logró una destacada participación en la Copa Chile 2017. En aquel torneo llegarían a semifinales después de derrotar a Deportes Valdivia en primera fase, Universidad Católica en octavos, Unión San Felipe en cuartos de final. Para encontrarse con Santiago Wanderers en las semifinales del torneo. Tras empatar 1-1 en la ida y 0-0 en la vuelta, se fueron a lanzamientos penales en la que, Huachipato saldría derrotado por 5-3. Esto lo dejaría fuera de la copa y cancelaría la chance de disputar la Copa Libertadores 2018.

### Universidad de Chile
En enero de 2018, Soteldo es fichado por Universidad de Chile, el acuerdo sería una cesión por un año y tendría la oportunidad de jugar Conmebol Libertadores. Debuta en un amistoso ante Sporting Cristal, realizado en Lima, el 28 de enero, anotando el primer gol del partido en el minuto 42.

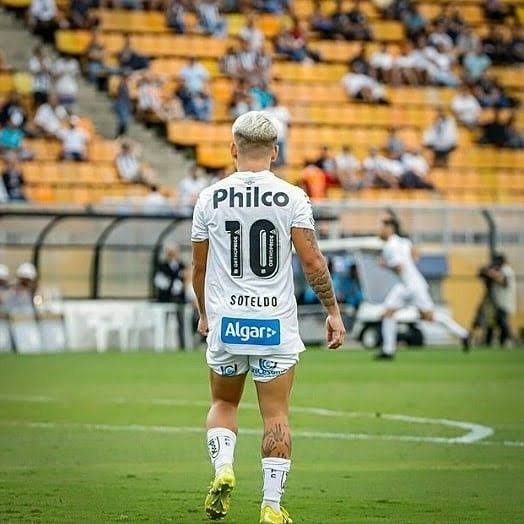
Soteldo con Santos.

### Santos
Tras sus buenas actuaciones en la Primera División de Chile, el 12 de enero de 2019, el Santos del Brasileirão de Brasil se fija en él y lo contrata por la suma de USD 3 000 000, firmando contrato por tres años hasta 2022. El 11 de febrero de 2020, renueva su contrato por un año hasta 2023.
En 2019 logra el subcampeonato en el Brasileirão, aportando nueve goles y cinco asistencias.
En 2021, logra llegar a la final de la Copa Libertadores siendo pieza fundamental de su equipo, después de dejar en semifinales a Boca Juniors, se enfrentó a Palmeiras, en un encuentro finalizó 0-1 a favor del Verdão.

### Toronto
El 24 de abril de 2021, se hace oficial su traspaso al Toronto de la MLS a cambio de 6 millones de dólares, de los cuales, 5 millones serían destinados al Huachipato de Chile, debido a una deuda que cargaba su ex equipo brasileño, siendo esta una de las razones principales por la cual abandona el Santos.

### Tigres UANL
El 31 de enero de 2022 es traspasado al Tigres UANL de la Liga MX con contrato hasta 2025.

### Vuelta al Santos
A finales de 2022 vuelve en condición de préstamo al Santos de Brasil hasta junio de 2023, el cual luego compraría definitivamente al venezolano haciéndose con el 50% de los derechos del futbolista y firmando contrato hasta 2027.

### Gremio
Luego de consumarse el descenso de Santos al Campeonato Brasileño de Serie B, el 22 de diciembre de 2023 es anunciada sucesión al Grêmio Foot-Ball Porto Alegrense de la Serie A brasileirão, por toda la temporada 2024.Soteldo debutó con Grêmio en un partido del Gauchão de 2024 con derrota por 2-1 ante Caxias do Sul, en remontada, en el estadio Centenário. El 24 de enero de 2024, marcó su primer gol y dio su primera asistencia al Grêmio, contra el São José en el Campeonato Gaúcho.
En 2024, Soteldo jugó para Grêmio en 41 partidos, con siete goles y cuatro asistencias.

### Vuelta al Santos
El 3 de enero de 2025 regresó al Santos. Soteldo hizo su "redebut" con la camiseta del Peixe el 16 de enero de 2025 en la victoria por 2-1 sobre Mirassol, proporcionando la asistencia para el primer gol del partido, marcado por Guilherme. 
El venezolano lleva más de ocho meses sin marcar. Su último gol fue cuando aún vestía la camiseta del Grêmio, cedido por el Santos, en la victoria del Tricolor Gaúcho por 3-1 sobre el Atlético-GO, en el Arena do Grêmio, en la 31.ª jornada del Brasileirão del año 2024, el 26 de octubre.
En 2025, Soteldo no logró consolidarse como titular debido a las numerosas fluctuaciones. En esa temporada, jugó 17 partidos y dio dos asistencias.

### Fluminense
El 10 de junio de 2024, el Fluminense fichó Yeferson Soteldo. El firmó un contrato indefinido con el Tricolor hasta finales de 2028. El Tricolor pagará 5,4 millones de dólares (unos 30 millones de reales al cambio actual) por el 50% de los derechos económicos que pertenecían al Santos. El jugador lucirá la camiseta número 7.

## Selección nacional

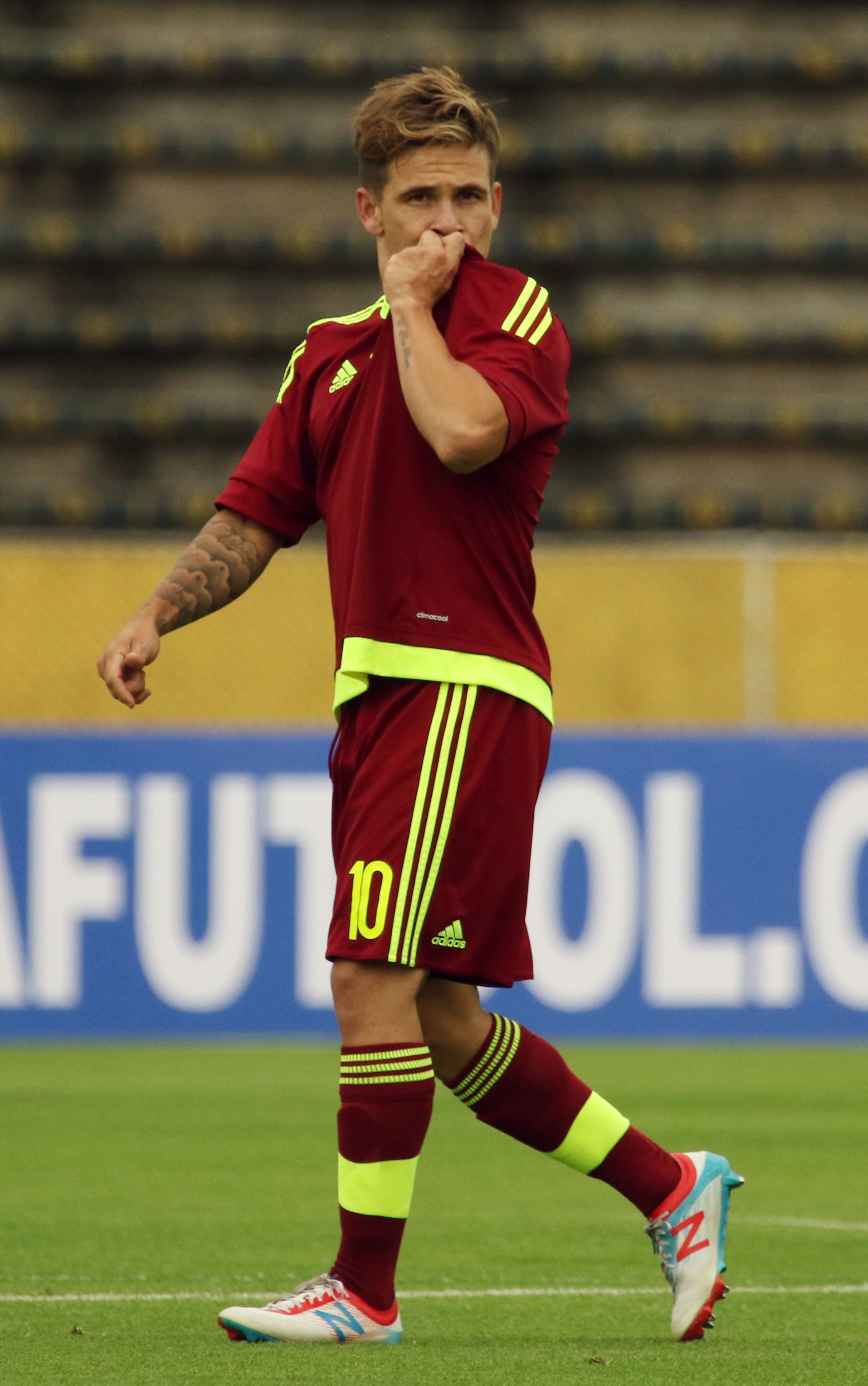
Soteldo con la selección sub-20 de Venezuela en un partido contra Colombia, en 2017.

### Categorías inferiores
Disputó con la selección de Venezuela el Sudamericano Sub-20 de 2017 en Ecuador, torneo en el cual fue el máximo goleador de la selección con 3 goles y a su vez también el máximo asistente con 2 asistencias.
En mayo de 2017 el seleccionador Rafael Dudamel lo selecciona como parte del plantel de 21 jugadores que disputaron la Copa Mundial de Fútbol Sub-20 disputada Corea del Sur. En dicho torneo, lograría el subcampeonato tras caer ante su similar de Inglaterra.

#### Participaciones internacionales
| Competición                 | Sede          | Resultado     | Partidos | Goles | Asist. |
| --------------------------- | ------------- | ------------- | -------- | ----- | ------ |
| Sudamericano Sub-20 de 2017 | Ecuador       | Tercer lugar  | 9        | 3     | 2      |
| Copa Mundial Sub-20 de 2017 | Corea del Sur | Subcampeón    | 6        | 0     | 1      |
| Preolímpico Sub-23 de 2020  | Colombia      | Primera ronda | 4        | 2     | 0      |

### Selección absoluta
Debutó con Venezuela el 2 de febrero de 2016 en un amistoso contra Costa Rica en el estadio Agustín Tovar, en el cual disputó los 90 minutos en la victoria venezolana por 1-0.
Su primer gol en la selección fue en el partido contra Japón el 19 de noviembre de 2019, disputado en la ciudad de Suita, Japón, con victoria por 1-4, disputando 77 minutos y marcando el gol en el minuto 38 de juego. 
Marcó su segundo gol y primero en partido oficial de penal frente a Argentina en una fecha correspondiente a las eliminatorias al Mundial de Catar 2022, ejecutando a lo "panenka" frente a Emiliano Martínez.

#### Participaciones en Eliminatorias al Mundial
Actualizado al último partido jugado el 3 de 23 de 2025.
| Eliminatorias                 | Resultado  | Partidos | Goles | Asist. |
| ----------------------------- | ---------- | -------- | ----- | ------ |
| Eliminatorias Mundial de 2018 | 10.º lugar | 5        | 0     | 0      |
| Eliminatorias Mundial de 2022 | 10.º lugar | 10       | 1     | 3      |
| Eliminatorias Mundial de 2026 | En disputa | 15       | 1     | 4      |

#### Participaciones en Copas América
| Copa              | Sede           | Resultado        | Part. | Goles | Asist. |
| ----------------- | -------------- | ---------------- | ----- | ----- | ------ |
| Copa América 2019 | Brasil         | Cuartos de final | 4     | 0     | 1      |
| Copa América 2021 | Brasil         | Primera Fase     | 1     | 0     | 0      |
| Copa América 2024 | Estados Unidos | Cuartos de final | 4     | 0     | 0      |

### Goles internacionales
| 1. | 19 de noviembre de 2019 | Estadio de Fútbol de Suita, Osaka, Japón       | Japón     | 0 – 4 | 1 – 4 | Amistoso                                 |
| 2. | 2 de septiembre de 2021 | Estadio Olímpico de la UCV, Caracas, Venezuela | Argentina | 1 – 3 | 1 – 3 | Eliminatorias de la Copa Mundial de 2022 |
| 3. | 15 de junio de 2023     | Audi Field, Washington D. C., Estados Unidos   | Honduras  | 0 - 1 | 0 - 1 | Amistoso                                 |
| 4. | 17 de octubre de 2023   | Monumental, Maturín, Venezuela                 | Chile     | 1 – 0 | 3 – 0 | Eliminatorias de la Copa Mundial de 2026 |

## Estadísticas

### Clubes
Actualizado hasta su último partido disputado el 8 de julio de 2025.
| Club                         | Div.          | Temporada     | Liga  | Liga  | Liga   | Estatal | Estatal | Estatal | Copas | Copas | Copas  | Internacional | Internacional | Internacional | Total | Total | Total  |
| Club                         | Div.          | Temporada     | Part. | Goles | Asist. | Part.   | Goles   | Asist.  | Part. | Goles | Asist. | Part.         | Goles         | Asist.        | Part. | Goles | Asist. |
| ---------------------------- | ------------- | ------------- | ----- | ----- | ------ | ------- | ------- | ------- | ----- | ----- | ------ | ------------- | ------------- | ------------- | ----- | ----- | ------ |
| Zamora F. C. · Venezuela     | 1.ª           | 2013-14       | 3     | 0     | 0      | —       | —       | —       | —     | —     | —      | —             | —             | —             | 3     | 0     | 0      |
| Zamora F. C. · Venezuela     | 1.ª           | 2014-15       | 27    | 3     | 9      | —       | —       | —       | —     | —     | —      | 5             | 0             | 0             | 32    | 3     | 9      |
| Zamora F. C. · Venezuela     | 1.ª           | 2015          | 21    | 12    | 7      | —       | —       | —       | 3     | 0     | 1      | 2             | 1             | 0             | 26    | 13    | 8      |
| Zamora F. C. · Venezuela     | 1.ª           | 2016          | 33    | 6     | 12     | —       | —       | —       | 1     | 1     | 0      | 4             | 1             | 0             | 38    | 8     | 12     |
| Zamora F. C. · Venezuela     | Total club    | Total club    | 84    | 21    | 28     | 0       | 0       | 0       | 4     | 1     | 1      | 11            | 2             | 0             | 99    | 24    | 29     |
| C. D. Huachipato · Chile     | 1.ª           | C-2017        | 8     | 0     | 1      | —       | —       | —       | —     | —     | —      | —             | —             | —             | 8     | 0     | 1      |
| C. D. Huachipato · Chile     | 1.ª           | 2017          | 14    | 2     | 4      | —       | —       | —       | 7     | 4     | 3      | —             | —             | —             | 21    | 6     | 7      |
| C. D. Huachipato · Chile     | Total club    | Total club    | 22    | 2     | 5      | 0       | 0       | 0       | 7     | 4     | 3      | 0             | 0             | 0             | 29    | 6     | 8      |
| Universidad de Chile · Chile | 1.ª           | 2018          | 26    | 5     | 7      | —       | —       | —       | 6     | 2     | 1      | 5             | 0             | 0             | 37    | 7     | 8      |
| Universidad de Chile · Chile | Total club    | Total club    | 26    | 5     | 7      | 0       | 0       | 0       | 6     | 2     | 1      | 5             | 0             | 0             | 37    | 7     | 8      |
| Santos F. C. · Brasil        | 1.ª           | 2019          | 32    | 9     | 5      | 9       | 1       | 0       | 8     | 1     | 2      | 2             | 1             | 0             | 51    | 12    | 7      |
| Santos F. C. · Brasil        | 1.ª           | 2020          | 24    | 4     | 5      | 9       | 1       | 2       | 2     | 0     | 0      | 11            | 2             | 2             | 46    | 7     | 9      |
| Santos F. C. · Brasil        | 1.ª           | 2021          | —     | —     | —      | 3       | 0       | 0       | —     | —     | —      | 5             | 1             | 1             | 8     | 1     | 1      |
| Toronto F. C. · Canadá       | 1.ª           | 2021          | 24    | 3     | 6      | —       | —       | —       | 2     | 1     | 0      | —             | —             | —             | 26    | 4     | 6      |
| Toronto F. C. · Canadá       | Total club    | Total club    | 24    | 3     | 6      | 0       | 0       | 0       | 2     | 1     | 0      | 0             | 0             | 0             | 26    | 4     | 6      |
| Tigres de la UANL · México   | 1.ª           | C-2022        | 16    | 1     | 2      | —       | —       | —       | —     | —     | —      | —             | —             | —             | 16    | 1     | 2      |
| Tigres de la UANL · México   | 1.ª           | A-2022        | 3     | 0     | 0      | —       | —       | —       | —     | —     | —      | —             | —             | —             | 3     | 0     | 0      |
| Tigres de la UANL · México   | Total club    | Total club    | 19    | 1     | 2      | 0       | 0       | 0       | 0     | 0     | 0      | 0             | 0             | 0             | 19    | 1     | 2      |
| Santos F. C. · Brasil        | 1.ª           | 2022          | 7     | 0     | 1      | —       | —       | —       | —     | —     | —      | —             | —             | —             | 7     | 0     | 1      |
| Santos F. C. · Brasil        | 1.ª           | 2023          | 22    | 1     | 6      | 4       | 0       | 1       | 2     | 0     | 1      | 4             | 0             | 0             | 32    | 1     | 8      |
| Grêmio F-B. P. A. · Brasil   | 1.ª           | 2024          | 24    | 5     | 2      | 7       | 1       | 1       | 3     | 0     | 1      | 7             | 1             | 0             | 41    | 7     | 4      |
| Grêmio F-B. P. A. · Brasil   | Total Club    | Total Club    | 24    | 5     | 2      | 7       | 1       | 1       | 3     | 0     | 1      | 7             | 1             | 0             | 41    | 7     | 4      |
| Santos F. C. · Brasil        | 1.ª           | 2025          | 5     | 0     | 0      | 12      | 0       | 2       | —     | —     | —      | —             | —             | —             | 17    | 0     | 2      |
| Santos F. C. · Brasil        | Total Club    | Total Club    | 90    | 14    | 17     | 37      | 2       | 5       | 12    | 1     | 3      | 22            | 4             | 3             | 161   | 21    | 28     |
| Fluminense F. C. · Brasil    | 1.ª           | 2025          | 0     | 0     | 0      | —       | —       | —       | —     | —     | —      | 1             | 0             | 0             | 1     | 0     | 0      |
| Fluminense F. C. · Brasil    | Total Club    | Total Club    | 0     | 0     | 0      | 0       | 0       | 0       | 0     | 0     | 0      | 1             | 0             | 0             | 1     | 0     | 0      |
| Total carrera                | Total carrera | Total carrera | 289   | 51    | 67     | 44      | 3       | 6       | 34    | 9     | 9      | 46            | 7             | 3             | 413   | 70    | 85     |
| 1. 2. 3. 4.                  |               |               |       |       |        |         |         |         |       |       |        |               |               |               |       |       |        |

### Selección nacional
Actualizado de acuerdo al último partido jugado el 10 de julno de 2025.
| Selección            | Año             | Amistosos | Amistosos | Amistosos | Eliminatorias | Eliminatorias | Eliminatorias | Continental | Continental | Continental | Mundial | Mundial | Mundial | Total | Total | Total  |
| Selección            | Año             | Part.     | Goles     | Asist.    | Part.         | Goles         | Asist.        | Part.       | Goles       | Asist.      | Part.   | Goles   | Asist.  | Part. | Goles | Asist. |
| -------------------- | --------------- | --------- | --------- | --------- | ------------- | ------------- | ------------- | ----------- | ----------- | ----------- | ------- | ------- | ------- | ----- | ----- | ------ |
| Sub-20 · Venezuela   | 2016            | 1         | 0         | 0         | —             | —             | —             | —           | —           | —           | —       | —       | —       | 1     | 0     | 0      |
| Sub-20 · Venezuela   | 2017            | 1         | 0         | 0         | —             | —             | —             | 9           | 3           | 2           | 6       | 0       | 1       | 16    | 3     | 3      |
| Sub-20 · Venezuela   | Total           | 2         | 0         | 0         | 0             | 0             | 0             | 9           | 3           | 2           | 6       | 0       | 1       | 17    | 3     | 3      |
| Sub-23 · Venezuela   | 2020            | —         | —         | —         | 4             | 2             | 0             | —           | —           | —           | —       | —       | —       | 4     | 2     | 0      |
| Sub-23 · Venezuela   | Total           | 0         | 0         | 0         | 4             | 2             | 0             | 0           | 0           | 0           | 0       | 0       | 0       | 4     | 2     | 0      |
| Absoluta · Venezuela | 2016            | 1         | 0         | 0         | 2             | 0             | 0             | —           | —           | —           | —       | —       | —       | 3     | 0     | 0      |
| Absoluta · Venezuela | 2017            | 1         | 0         | 0         | 3             | 0             | 0             | —           | —           | —           | —       | —       | —       | 4     | 0     | 0      |
| Absoluta · Venezuela | 2019            | 5         | 1         | 1         | —             | —             | —             | 4           | 0           | 1           | —       | —       | —       | 9     | 1     | 2      |
| Absoluta · Venezuela | 2020            | —         | —         | —         | 3             | 0             | 1             | —           | —           | —           | —       | —       | —       | 3     | 0     | 1      |
| Absoluta · Venezuela | 2021            | —         | —         | —         | 4             | 1             | 2             | 1           | 0           | 0           | —       | —       | —       | 5     | 1     | 2      |
| Absoluta · Venezuela | 2022            | 4         | 0         | 2         | 3             | 0             | 0             | —           | —           | —           | —       | —       | —       | 7     | 0     | 2      |
| Absoluta · Venezuela | 2023            | 2         | 1         | 0         | 6             | 1             | 1             | —           | —           | —           | —       | —       | —       | 8     | 2     | 1      |
| Absoluta · Venezuela | 2024            | —         | —         | —         | 5             | 0             | 3             | 4           | 0           | 0           | —       | —       | —       | 9     | 0     | 3      |
| Absoluta · Venezuela | 2025            | —         | —         | —         | 4             | 0             | 0             | —           | —           | —           | —       | —       | —       | 4     | 0     | 0      |
| Absoluta · Venezuela | Total           | 13        | 2         | 3         | 30            | 2             | 7             | 9           | 0           | 1           | 0       | 0       | 0       | 52    | 4     | 11     |
| Total selección      | Total selección | 15        | 2         | 3         | 34            | 4             | 7             | 18          | 3           | 3           | 6       | 0       | 1       | 73    | 9     | 14     |
| 1. 2. 3.             |                 |           |           |           |               |               |               |             |             |             |         |         |         |       |       |        |

### Resumen estadístico
| Torneo                  | Part. | Goles | Asist. |
| ----------------------- | ----- | ----- | ------ |
| Liga                    | 289   | 51    | 67     |
| Estatal                 | 44    | 3     | 6      |
| Copas nacionales        | 34    | 9     | 9      |
| Torneos internacionales | 46    | 7     | 3      |
| Selección absoluta      | 52    | 4     | 11     |
| Total                   | 465   | 74    | 96     |

## Características de juego
Como volante destaca por su habilidad para atacar y superar la marca de sus rivales, haciendo recortes inesperados o ganado en velocidad para disparar al arco o centrar y asistir a sus compañeros. Se puede desempeñar como mediocampista ofensivo habilitador, es decir, de número "10", llevando los hilos del juego o también lo hace jugando por las bandas como extremo.

## Palmarés

### Campeonatos nacionales
| Título            | Club              | País      | Año    |
| ----------------- | ----------------- | --------- | ------ |
| Primera División  | Zamora F. C.      | Venezuela | A-2015 |
| Primera División  | Zamora F. C.      | Venezuela | A-2016 |
| Primera División  | Zamora F. C.      | Venezuela | 2016   |
| Campeonato Gaucho | Grêmio F-B. P. A. | Brasil    | 2024   |

### Otros logros
- Subcampeón de la Copa Mundial de Fútbol Sub-20 de 2017 con Venezuela.
- Subcampeón del Campeonato Brasileirao 2019 con Santos.
- Subcampeón de la Copa Libertadores 2020 con Santos.

### Distinciones individuales
| Distinción                                                                         | Año  |
| ---------------------------------------------------------------------------------- | ---- |
| Mejor mediocampista por izquierda por El Gráfico Chile                             | 2017 |
| Mejor Jugador Extranjero del año por ANFP                                          | 2017 |
| Mejor Deportista Extranjero del Año por Círculo de Periodistas Deportivos de Chile | 2017 |
| Parte del Equipo Ideal de El Gráfico Chile - ANFP del año                          | 2017 |
| Mejor delantero izquierdo por Revista El Gráfico Chile - ANFP                      | 2018 |
| Parte del Equipo Ideal de El Gráfico Chile - ANFP del año                          | 2018 |
| Mejor Jugador del Año del Santos                                                   | 2019 |
| Parte del Equipo Ideal del Campeonato Paulista 2020                                | 2020 |
| Parte del Equipo Ideal de la Copa Libertadores 2020                                | 2020 |
| Equipo Ideal de América                                                            | 2020 |